# Astorga, Tây Ban Nha

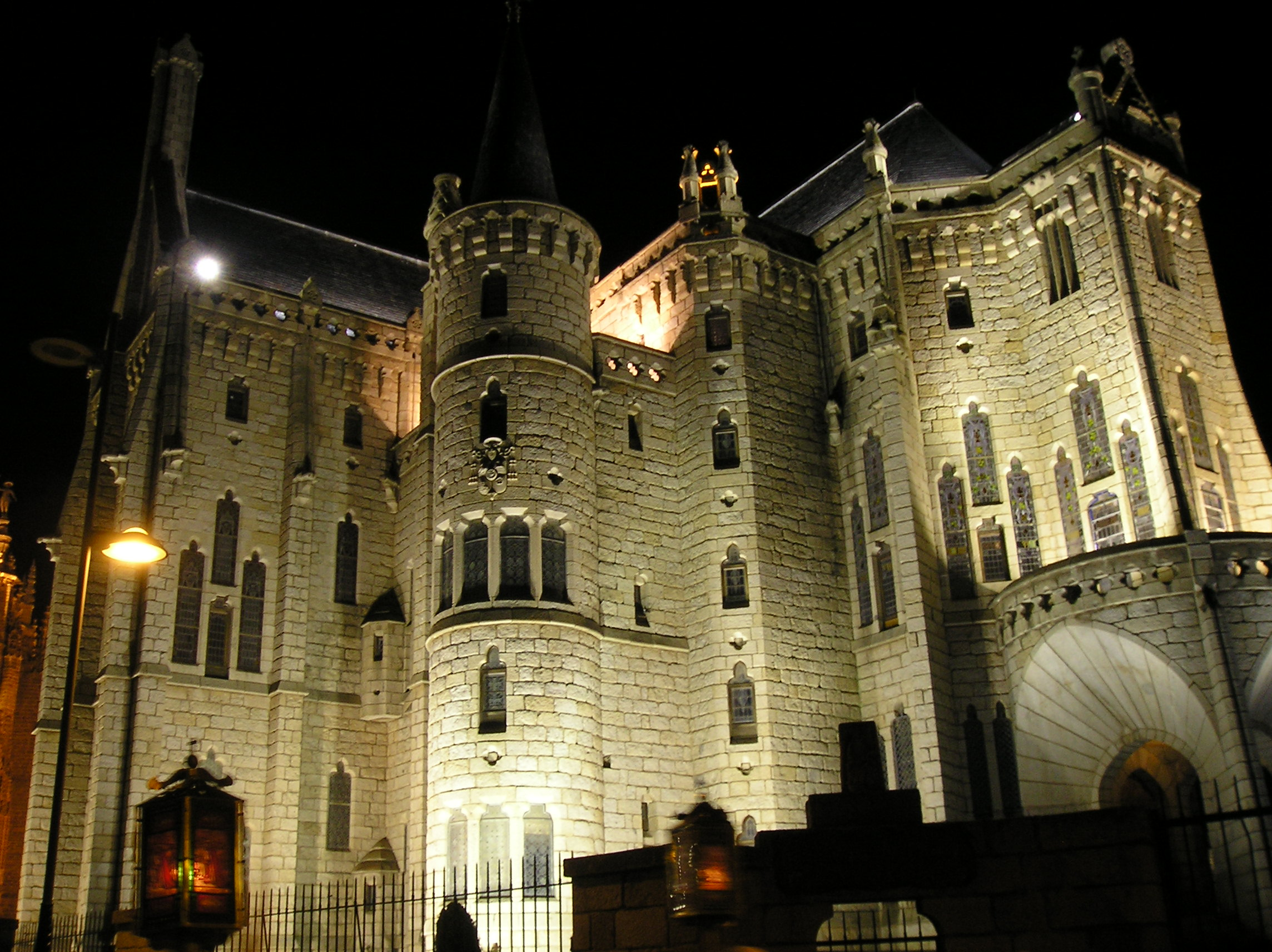
Episcopal Palace of Astorga

Astorga ilà một đô thị trong tỉnh León, Castile và León, Tây Ban Nha. Dân số khoảng 12.207 người (2004).